# Réjaumont (Hautes-Pyrénées)
Réjaumont település Franciaországban, Hautes-Pyrénées megyében. Lakosainak száma 150 fő (2022. január 1.). Réjaumont Tajan, Arné, Clarens, Monlong és Uglas községekkel határos.

## Népesség
A település népessége az elmúlt években az alábbi módon változott:
| Lakosok száma | 183  | 168  | 171  | 164  | 161  | 158  | 155  | 152  | 150  |
|               | 2013 | 2015 | 2016 | 2017 | 2018 | 2019 | 2020 | 2021 | 2022 |